# Isola di Melville
L’isola di Melville è un'isola situata nell'Arcipelago artico canadese e amministrativamente è divisa territori canadesi di Nunavut (per la parte orientale) e Territori del Nord-Ovest (per la parte occidentale).
Possiede una superficie di 42.149 km², che la pone in termini di grandezza all'8º posto fra le maggiori isole del Canada, al 33° a livello mondiale. Vista la latitudine estremamente settentrionale possiede una vegetazione molto scarsa, eccezion fatta per muschi e licheni. L'unica specie legnosa è il Salix herbacea.
Fu scoperta nel 1819 dall'esploratore britannico William Edward Parry.